# Giù nel ciberspazio
Giù nel ciberspazio (Count Zero), pubblicato anche con il titolo Giù nel cyberspazio, è un romanzo di fantascienza cyberpunk di William Gibson pubblicato nel 1986. È il secondo volume della cosiddetta Trilogia dello Sprawl che comprende Neuromante, Giù nel ciberspazio e Monna Lisa Cyberpunk (in originale: Neuromancer, Count Zero e Mona Lisa Overdrive), tra i primi e più noti esempi del filone cyberpunk.
Giù nel ciberspazio è stato candidato al Premio Nebula per il miglior romanzo nel 1986 e per il Premio Hugo per il miglior romanzo nel 1987.
Il titolo originale Count Zero, oltre ad essere il nickname del protagonista Bobby Newmark, è anche un gioco di parole riferibile al gergo informatico (un "count zero interrupt" è descritto nel romanzo come un interrupt che, quando ricevuto, ha l'effetto di decrementare il contatore, raggiungendo lo zero).

## Trama
Sette anni dopo gli eventi narrati in Neuromante, stanno succedendo cose strane nella Matrice, in particolare la proliferazione di entità simili a divinità vudù.
Due potenti multinazionali sono impegnate in una battaglia per il controllo (che si estende fino allo spazio) di una nuova e potente tecnologia (un biochip) impiegando hacker per attività di spionaggio e sabotaggio.
Come per gli altri due romanzi della serie, ci sono tre storie principali (legate ai tre protagonisti) che si intersecano: Turner, un mercenario al soldo delle multinazionali, impegnato a gestire il passaggio del ricercatore capo Mitchell all'Hosaka Corporation e che diventa il guardiano di sua figlia; Marly, titolare di una piccola galleria d'arte a Parigi, ingaggiata dal ricco e schivo industriale e patrono delle arti Josef Virek, per trovare lo sconosciuto creatore di una scatola futuristica in stile Joseph Cornell; e Bobby (alias Count Zero), un hacker dilettante che ha un collasso cerebrale nel tentativo di entrare nel sistema informatico di una multinazionale con un software sconosciuto ed è riportato in vita da una misteriosa presenza del cyberspazio.

## Edizioni
(parziale)
- (EN) William Gibson, Count Zero, Victor Gollancz Ltd, 1986, ISBN 0-575-03696-6.
- William Gibson, Giù nel ciberspazio, traduzione di Delio Zinoni, Altri Mondi 18, Arnoldo Mondadori Editore, 1990, ISBN 88-04-33344-8.
- William Gibson, Giù nel ciberspazio, traduzione di Delio Zinoni, Urania 1179, Arnoldo Mondadori Editore, 1992,  p. 208.
- William Gibson, Giù nel ciberspazio, traduzione di Delio Zinoni, IperFiction, Arnoldo Mondadori Editore, 1994,  p. 240, ISBN 88-04-38742-4.
- William Gibson, Giù nel ciberspazio, traduzione di Delio Zinoni, Oscar Bestsellers 594, Arnoldo Mondadori Editore, 1995,  p. 252, ISBN 88-04-40368-3.
- Giù nel cyberspazio, pubblicato in  William Gibson, Tre romanzi Cyber, traduzione di Delio Zinoni, I Cinque, Arnoldo Mondadori Editore, 1996,  p. 806, ISBN 88-04-40614-3.
- Giù nel cyberspazio, pubblicato in  William Gibson, Tre romanzi Cyber, traduzione di Delio Zinoni, Euroclub, 1996,  p. 624.
- William Gibson, Giù nel cyberspazio, traduzione di Delio Zinoni, Piccola Biblioteca Oscar 229, Arnoldo Mondadori Editore, 2000,  p. 336, ISBN 88-04-48008-4.